# Lago Körber
El Lago Körber (en alemán: Körbersee) es el nombre que recibe un espacio protegido que consiste en un lago al suroeste de la localidad de Egg en Vorarlberg a 1600 m snm en el país europeo de Austria. Se encuentra dentro de los Alpes "Lechtaler" en Vorarlberg. El lago sólo es accesible a pie; con un tiempo estimado de recorrido de 45 minutos.
Con una superficie de 5 hectáreas, es un lago pequeño en la provincia. El agua posee una excelente calidad ya que es agua potable y da un espacio propicio protegido para peces y plantas raras. El poderoso "Widderstein" se refleja en el agua clara, fría y da una vista excepcional para los excursionistas. 